# Храм Троицы Живоначальной у Салтыкова моста
Храм Троицы Живоначальной у Салтыкова моста — исторически единоверческий, в настоящее время православный храм, находящийся в Юго-Восточном административном округе города Москвы. Относится к Петропавловскому благочинию Московской городской епархии. Храм построен в 1819 году в стиле ампир и является объектом культурного наследия федерального значения.

## История

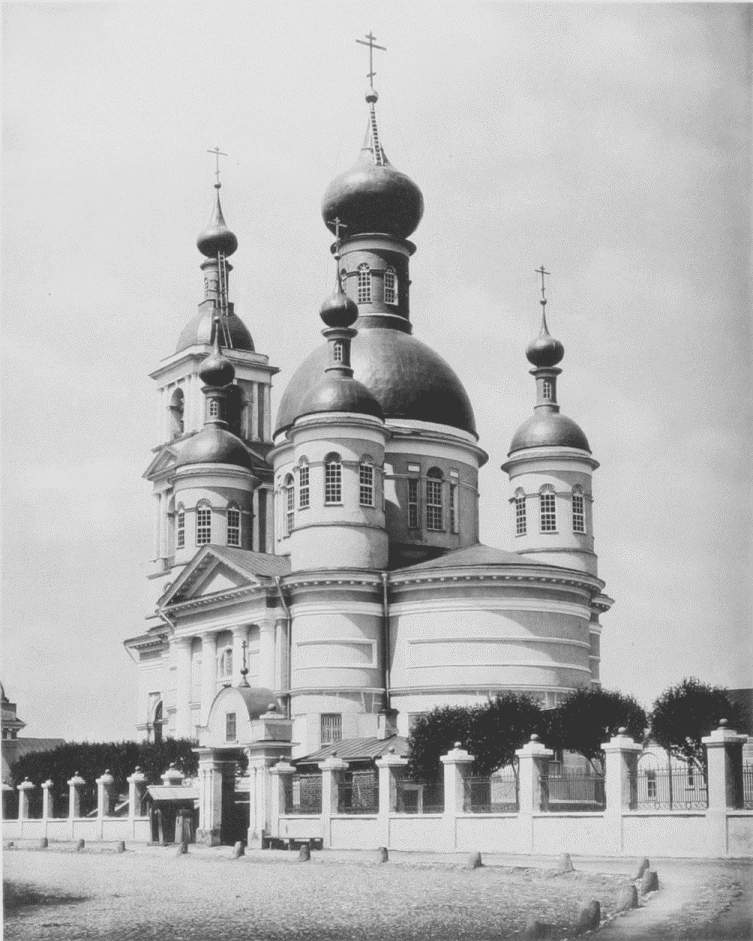
Храм в 1882 году. Фотография Николая Найдёнова

Храм Троицы Живоначальной у Салтыкова моста был построен в 1819 году. В 1836 году перестраивался. Изначально это была летняя (неотапливаемая) церковь при соседнем тёплом зимнем Введенском храме. Оба храма относились к Введенской единоверческой общине.
Храм был закрыт около 1931 года. Купола храма и колокольни были сломаны. Храмовая икона XVI века «Иоанн Богослов на Патмосе, с житием» была передана Третьяковской галерее. До 1966 года в помещении церкви размещались жилые квартиры. Затем Троицкая церковь вместе с соседним Введенским храмом были взяты на государственную охрану. Жильцы были выселены, начались реставрационные работы. К 1984 году восстановили главный купол и два боковых из четырёх. К началу 1990-х внешние реставрационные работы были в основном завершены. Здание принадлежало Институту проблем информатики АН СССР.
В 1992 году здание передали Московскому патриархату, после чего храм был возрождён, как православный.
Вместе с соседним Введенским храмом образует единый храмовый комплекс. Сохранилась церковная ограда XIX века, общая для обеих церквей.
При храме находится офис православного мотообъединения «Мотобратия во Христе».

## Настоятели храма
- игумен Алексий (Вылажанин) (март 2005 — декабрь 2007[3]);
- епископ Сергий (Зализницкий) (декабрь 2007 — апрель 2016);
- епископ Тихон (Шевкунов) (апрель 2016[4] — 2018).
- игумен Иоанн (Лудищев) (с 14 сентября 2018 года)[5].

## Духовенство
- Настоятель и председатель приходского совета игумен Иоанн (Лудищев)[6].
- Иерей Николай Конюхов.
- Иеромонах Никон (Белавенец).
- Диакон Андрей Яцков.

## Расположение
Храм расположен по адресу: Самокатная улица, дом 3/8. Ближайшая остановка общественного транспорта — «Самокатная улица» трамваев № 43, 45 и автобуса № 125.